# Annette Uhlen
Annette Uhlen (* 1959 in Lengerich) ist eine deutsche Schauspielerin.

## Leben
Uhlen absolvierte von 1979 bis 1982 eine Schauspielausbildung an der Hochschule für Musik und Theater Hamburg. Ihr erstes Theaterengagement hatte sie von 1981/82 bis 1983 am Deutschen Schauspielhaus Hamburg. Dort spielte sie u. a. die Mariane in Tartuffe unter der Regie von Peter Löscher.
Es folgten weitere Theaterengagements am Theater Bremen (1984), am Schauspiel Frankfurt (1985; als Isabella in Maß für Maß), am Schauspiel Köln (1987–1989; u. a. als Helene in Die Rassen von Ferdinand Bruckner) und am Volkstheater Wien (1989; als Margherita in Bezahlt wird nicht!).
1994 gastierte sie am Deutschen Schauspielhaus Hamburg als Antoinette in dem Lustspiel Floh im Ohr von Georges Feydeau. In den 1990er Jahren hatte sie weitere Engagements an der Kampnagel Kulturfabrik Hamburg (1996) und am Theater Basel (1996–1998; u. a. als Sybille Hull in Der Snob). Anschließend folgten Engagements am Thalia Theater in Hamburg (Spielzeit 2000/01) und an den Hamburger Kammerspielen (2000–2005). Dort trat sie 2005 als Tochter in Thomas Bernhards Schauspiel Am Ziel auf. 2009 gastierte sie bei den Burgfestspielen Jagsthausen als Jenny in Brecht/Weills Die Dreigroschenoper. In der Spielzeit 2009/10 war sie als Gast an den Vereinigten Bühnen Bozen engagiert.
Seit Mitte der 1980er Jahre arbeitete Uhlen auch für Film und Fernsehen. In dem 1984/85 gedrehten und 1986 ausgestrahlten historischen Mehrteiler Lenz oder die Freiheit spielte sie die freizügige Josepha Wundt, die Mätresse eines Kommandanten. In dem 1985 gedrehten, deutsch-österreichischen Fernsehfilm Mit meinen heißen Tränen hatte sie die kleine Rolle der Lisette. Für ihre Rollen in Lenz oder die Freiheit und Mit meinen heißen Tränen erhielt sie den Chaplin-Schuh, den Darstellerpreis des Verbandes der Film- und Fernsehregisseure.
In dem Thriller Frohes Fest, Lucie! (1992), einem frühen Film von Roland Suso Richter, spielte sie die Titelrolle, die verängstigte und mysteriöse Mandantin eines Anwalts. In dem Kinofilm Fickende Fische (2002) spielte sie Lena, die Mutter des Jugendlichen Jan. In dem Spielfilm Ins Leben zurück (2003) von Markus Imboden spielte sie, neben Martina Gedeck und Herbert Knaup die Psychiaterin Dr. Gisela Nenntwig. Im Polizeiruf 110 – Einer trage des anderen Last (2012) hatte sie eine Nebenrolle als Sozialarbeiterin Gundula. In dem Fernsehfilm Der Hafenpastor (2012) spielte sie Frau Cornelius, die Vorsitzende des Kirchenvorstands. Diese Rolle übernahm sie auch in der Fortsetzung Der Hafenpastor und das graue Kind (2015).
Mehrfach wirkte sie in der Fernsehreihe Tatort mit, u. a. im Tatort: Hasard! (2001; als BKA-Ermittlerin Veronika Vogelsang) und im Tatort: Romeo und Julia (2003, als Julias Mutter). Im Tatort: Gebrochene Herzen (2006) verkörperte sie Frau König, die Mutter eines sexuell missbrauchten Mädchens.
Sie hatte außerdem Hauptrollen und Episodenrollen in den Fernsehserien Arbeitersaga (1990; als Wienerin Olga Blaha), Ein Fall für zwei (1992), Doppelter Einsatz (1994; als Polizeimeisterin Susanne Heuer), Friedemann Brix – Eine Schwäche für Mord (1997), Stahlnetz (2002), Doktor Martin (2007–2009; als Frau Wieseler), SOKO Wismar (2008; als Elke Krom, die Ehefrau eines ermordeten Bäckermeisters) und Großstadtrevier (2009; als Ex-Polizistin Beate Siemers).
Neben ihrer Tätigkeit als Schauspielerin war Uhlen auch pädagogisch tätig. Sie arbeitete als Schauspieldozentin an verschiedenen Schulen u. a. an der Hochschule für Film und Fernsehen „Konrad Wolf“ in Potsdam-Babelsberg (Gastprofessur) und an der Joop van den Ende Academy in Hamburg. Als Schauspielcoach war sie u. a. am Schauspiel Köln, Schauspielhaus Dortmund und am Theater des Westens in Berlin tätig.
Annette Uhlen lebt in Hamburg.

## Filmografie (Auswahl)
- 1986: Lenz oder die Freiheit (Fernsehmehrteiler)
- 1986: Mit meinen heißen Tränen (Fernsehfilm)
- 1987: Reichshauptstadt – privat (Fernsehmehrteiler)
- 1988: Felix
- 1990: Arbeitersaga (Fernsehserie; Folge: April 1945 – Das Plakat)
- 1992: Ein Fall für zwei (Fernsehserie; Folge: Käufliche Herren)
- 1992: Frohes Fest, Lucie! (Fernsehfilm)
- 1994: Doppelter Einsatz (Fernsehserie; Folge: Der große Wurf)
- 1997: Friedemann Brix – Eine Schwäche für Mord (Fernsehserie; Folge: Tödliche Aura)
- 1999: Tatort – Tödliches Labyrinth (Fernsehreihe)
- 2000: Bella Block: Am Ende der Lüge (Fernsehreihe)
- 2001: Tatort – Hasard! (Fernsehfilm)
- 2002: Fickende Fische (Kinofilm)
- 2002: Stahlnetz (Fernsehserie; Folge: PSI)
- 2003: Tatort – Romeo und Julia
- 2003: Ins Leben zurück/Schattenlinie (Fernsehfilm)
- 2004: Das falsche Opfer (Fernsehfilm)
- 2006: Tatort – Gebrochene Herzen
- 2007–2009: Doktor Martin (Fernsehserie; Seriennebenrolle)
- 2008: SOKO Wismar (Fernsehserie; Folge: Genug ist genug)
- 2009: Großstadtrevier (Fernsehserie; Folge: Heikle Mission)
- 2012: Polizeiruf 110 – Einer trage des anderen Last (Fernsehfilm)
- 2012: Der Hafenpastor (Fernsehfilm)
- 2013: Brüderlein (Kurzfilm)
- 2013: Tatort – Borowski und der brennende Mann
- 2015: Der Hafenpastor und das graue Kind (Fernsehfilm)
- 2018: Solo für Weiss – Es ist nicht vorbei
- 2024: Schwarze Früchte (Fernsehserie)